# Una hora contigo

## Argumento
Un guapo doctor Andre Bertier (Maurice Chevalier) felizmente casado se siente agobiado por sus pacientes que no dejan de insinuársele; no obstante, solo se sentirá tentado cuando la mejor amiga de su mujer se convierta en su paciente.

## Comentarios
El guion se basa en la historia Only a Dream, de Lothar Schmidt.

## Premios
- Nominada al Oscar a la mejor película.